# The Dating Game
The Dating Game est un jeu télévisé américain mettant en vedette des célibataires. L'émission a été diffusée pendant huit saisons, de 1965 à 1973 sur le réseau ABC. 

## Présentation
Créé par Chuck Barris, The Dating Game a été diffusé en première le 20 décembre 1965. L'émission a été retirée de l'antenne d' ABC le 6 juillet 1973, mais plusieurs autres incarnations de la série ont été produites et diffusées en syndication (en 1973-1974 sous le titre The New Dating Game, de 1978 à 1980, de 1986 à 1989 et de 1996 à 1999).
Un épisode typique de la série mettait en vedette une jeune femme célibataire qui pose des questions à trois hommes qu'elle ne voit pas ; au terme de cette période de questions, elle en choisit un qu'elle accompagnera à un rendez-vous galant aux frais des producteurs de l'émission. À l'occasion, les rôles étaient inversés, avec un homme et trois femmes ; une autre variante mettait en scène une personnalité questionnant trois participants avec à la clé, un rendez-vous pour la personnalité elle-même, un collègue ou un proche. Plusieurs personnalités du monde du spectacle se sont prêtées au jeu afin de trouver l'âme sœur pour eux-mêmes.
Certains participants, inconnus lors de leur passage à l'émission, sont devenus des célébrités : Suzanne Somers, Farrah Fawcett, Andy Kaufman, Burt Reynolds, Michael Jackson, Sally Field, John Ritter, Arnold Schwarzenegger et Tom Selleck — qui a paradoxalement perdu lors de ses deux présences. Par contre, Alex Kozinski, maintenant juge à la cour d'appel des États-Unis pour le neuvième circuit a connu plus de succès lors de son passage à l'émission.

## Adaptations
The Dating Game est le précurseur de plusieurs autres jeux télévisés du même genre (bien qu'un jeu intitulé Blind Date faisait de même 20 ans plus tôt, mais d'une manière beaucoup plus prude). La version de l'émission diffusée à la fin des années 1970 était sexuellement beaucoup plus explicite (et d'un ton plus humoristique) que les autres versions.
L'émission était animée par Jim Lange, un disc jockey de San Francisco durant les années 1960 et 1970. Elle a ensuite mis en vedette Elaine Joyce et Jeff MacGregor dans les années 1980 (Cuba Gooding Jr., Oprah Winfrey et Jim Carrey ont figuré dans cette série à titre de participants) et par Brad Sherwood et Chuck Woolery dans les années 1990. Woolery animait précédemment Love Connection, un jeu questionnaire inspiré du succès de Dating Game.
En France, l'émission Tournez manège était inspirée de The Dating Game, et Les Z'amours est une adaptation de The Newlywed Game.
Au Québec, l'émission Coup de foudre fonctionnait selon le même principe.

## Dans la culture populaire
- 2023 : Une femme en jeu d'Anna Kendrick, film sur la participation de Rodney Alcala à l'émission en 1978.

## Référence
- (en) Cet article est partiellement ou en totalité issu de l’article de Wikipédia en anglais intitulé « The Dating Game » (voir la liste des auteurs).